# Ynglingasaga

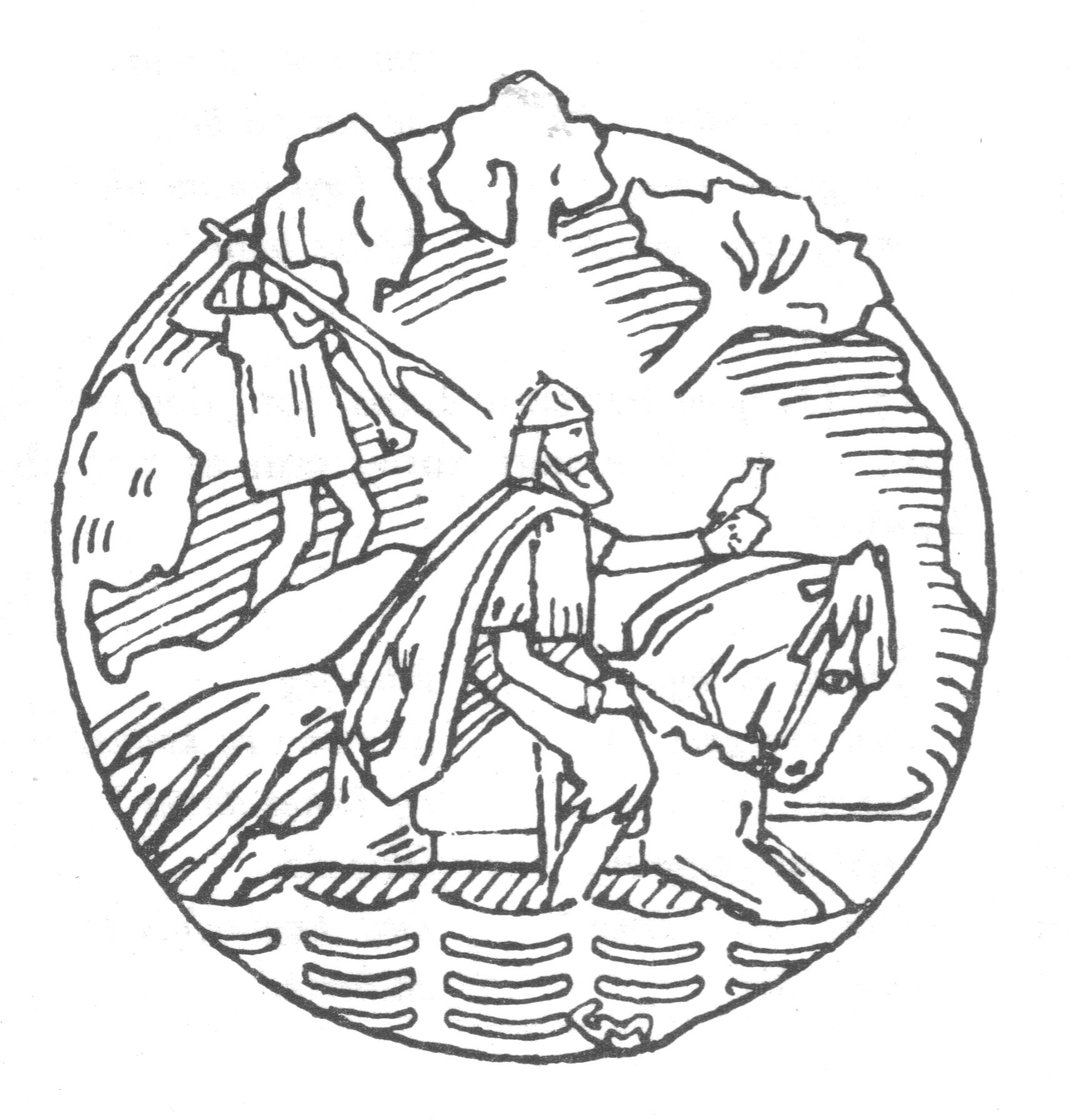
Illustration zu Ynglingasaga von Gerhard Munthe

Die Ynglingasaga gehört zur mittelalterlichen Literatur Islands und ist das erste Kapitel der von Snorri Sturluson verfassten Heimskringla, einer Chronik der norwegischen Könige. Die Sage wurde um 1230 in der altisländischen Sprache verfasst. Die Ynglingasaga schöpfte aus der heute verlorenen Dichtung Ynglingatal. Daneben verwendete Snorri auch das Háleyingatal, ein genealogisches Gedicht über die Jarle von Helgeland, und „Af Upplendinga konungum“, einem kurzen Text aus der Hauksbók. Dort handelt es sich um eine Genealogie, die von Óláfr trételgja bis Óláfr Geirstaðaálfr reicht.
Diese Saga handelt von dem Geschlecht der Ynglinge, die in der altenglischen Saga Beowulf unter dem Namen „Scylfings“ erwähnt werden. Es wird von der Ankunft der nordischen Götter in Skandinavien berichtet und wie Freyr das Haus der Ynglinge in Uppsala gründet. Die Saga verfolgt die Geschehnisse der schwedischen Ynglinge bis in die Zeit, als das Geschlecht nach Norwegen übersiedelte. Sie werden in der Saga als die Vorfahren von Harald Schönhaar erwähnt.
Wie schon bei Saxo Grammaticus werden bei Snorri die alten Götter euhemeristisch als Vorzeitkönige begriffen, die später vergöttlicht worden seien.